# Ilija Kuschew

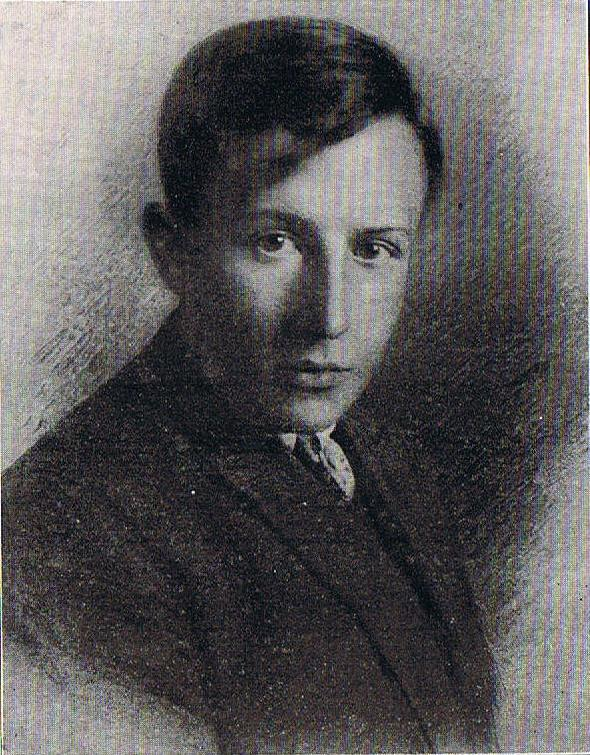
Ilija Kuschew

Ilija Banow Kuschew (auch Ilija Banov Kušev geschrieben; bulgarisch Илия Банов Кушев; bulgarische Schreibweise bis 1945 Илия Бановъ Кушевъ, * 24. März 1896 in Veles, Osmanisches Reich, heute Nordmazedonien; † 29. November 1922 bei Rlevci, Königreich der Serben, Kroaten und Slowenen, heute Nordmazedonien) war ein bulgarisch-makedonischer Offizier und Revolutionär, Wojwode der Inneren Makedonischen Revolutionären Organisation (IMRO). Zudem war Kuschew einer der Gründer der makedonischen Studentenvereinigung „Vardar“.

## Leben

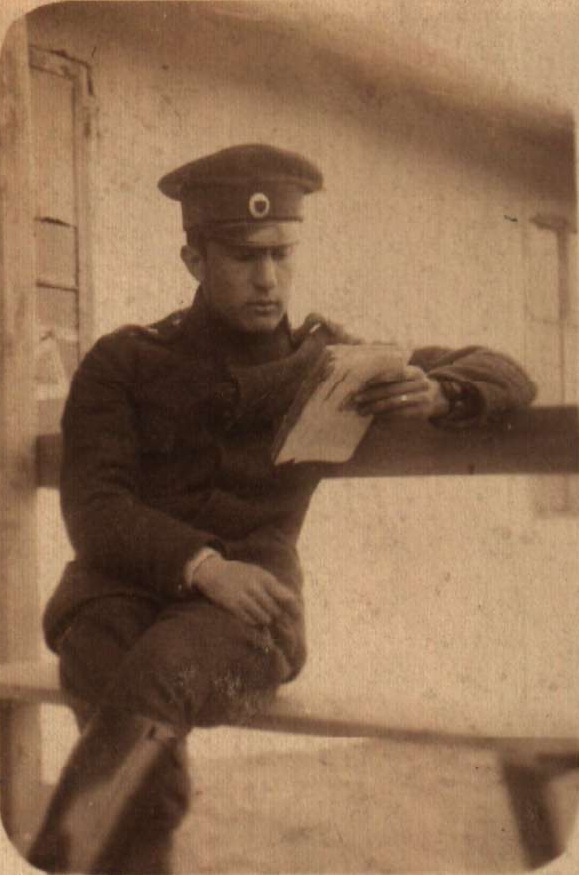
Ilija Kuschew als bulgarischer Soldat

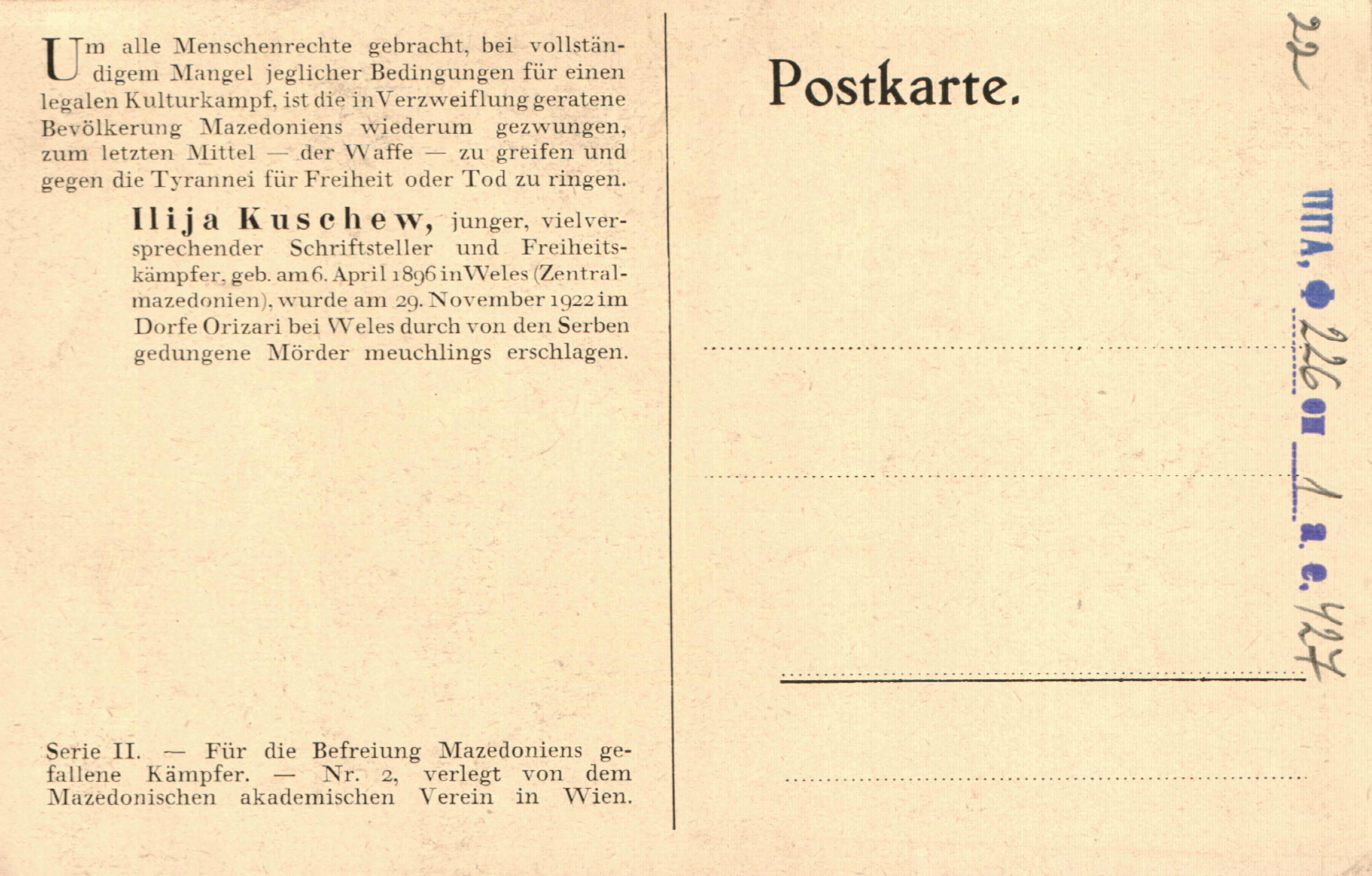
Deutschsprachige Postkarte zu Ehren Ilija Kuschews, herausgegeben vom Makedonischen Akademischen Verein Wien

Ilija Kuschew wurde am 24. März 1896 in der makedonischen Stadt Veles im damaligen Osmanischen Reich geboren, heute Nordmazedonien. Er entstammte der Familie des bulgarischen Aufgeklärten und Revolutionärs Bano Kuschew (1873–1910). Sein Onkel Petar Kuschew (1870–1939) und sein Bruder Todor Kuschew (1901–1925) waren ebenfalls Mitglieder der Inneren Makedonischen Revolutionären Organisation (IMRO).
Im Jahr 1913 schloss Ilija Kuschew seinen Abschluss am Bulgarischen Männergymnasium von Thessaloniki ab. Nach dem Zweiten Balkankrieg emigrierte er nach Bulgarien, wo er an der Militärschule in Sofia einen Abschluss absolvierte.
Am Ersten Weltkrieg nahm er als Leutnant des 1. Artillerie-Regiments der 5. Donau-Infanteriedivision der bulgarischen Armee teil. Er war Mitglied der Militärunion, einer bulgarischen Organisation der Offiziere. Er wurde mit dem Militärorden für Tapferkeit, Orden für militärische Verdienste und dem St. Alexander-Orden ausgezeichnet.
Nach dem Ersten Weltkrieg studierte er Rechtswissenschaften an der Universität Sofia, brach sein Studium jedoch ab, um sich dem revolutionären Kampf der wiederhergestellten IMRO anzuschließen. Er wurde als Wojwode der Veles-Region bestimmt und nach Makedonien geschickt. Im Jahr 1920 wurde die Makedonische Studentenvereinigung „Vardar“ gegründet, wo er Gründungsmitglied war. Im gleichen Jahr wurde er aufgrund der Bestimmungen des Friedensvertrages von Neuilly seines Amtes enthoben.
Er wurde 1922 in der Nähe des Dorfes 'Rlevci bei Veles von türkischen Auftragsmördern getötet, welche von den serbischen Besatzungsbehörden besoldet wurden. Neben Ilija starben die Mitkämpfer seiner Tscheta, Iwan Gjoschew (1879–1922) aus Krajnici und Mane Kratovski aus Kratovo.
In den Memoiren des letzten Anführers der IMRO, Iwan Michajlow, beschrieb er Ilija Kuschew wie folgt:

„Kuschew war ein sehr ernster Mann, hochgebildet, mit poetischen Gaben. Er hatte einen starken Willen. Mit seiner Person hat unser Vaterland einen vielversprechenden Kämpfer mit Führungsqualitäten verloren.“

Zu Ehren von Ilija Kuschew und Ljubomir Wessow wurde am Pfingsten, ab dem 6. Juni 1923 von der Makedonischen Studentenvereinigung „Vardar“ jedes Jahr der gefallenen bulgarischen Revolutionären und Widerstandskämpfern gedacht, die für Makedonien starben. Unter dem Volk war dieser inoffizielle Feiertag auch bekannt als der Tag Makedoniens und der bulgarischen Helden.